# Брянцево (Владимирская область)
Брянцево — деревня в Собинском районе Владимирской области России, входит в состав Колокшанского сельского поселения.

## География
Деревня расположена в 12 км на север от центра поселения посёлка Колокша и в 16 км на северо-запад от Владимира.

## История
Деревня Брянцево впервые упоминается в грамоте 1679 года при размежевании церковной земли села Чурилова.
В конце XIX — начале XX века деревня входила в состав Одерихинской волости Владимирского уезда, с 1926 года — во Владимирской волости. В 1859 году в деревне числилось 15 дворов, в 1905 году — 16 дворов, в 1926 году — 23 хозяйств.
С 1929 года деревня входила в состав Семеновского сельсовета Владимирского района, с 1945 года — в составе Ставровского района, с 1954 года — в составе Волосовского сельсовета, с 1965 года — в составе Собинского района, с 1976 года — в составе Колокшанского сельсовета, с 2005 года — Колокшанского сельского поселения.

## Население
| 1859 | 1905 | 1926 |
| ---- | ---- | ---- |
| 111  | 80   | 115  |

| 1859 | 1905 | 1926 | 2002 | 2010 | 2021 |
| ---- | ---- | ---- | ---- | ---- | ---- |
| 111  | ↘80  | ↗115 | ↘0   | →0   | ↗6   |

На январь 2019 года в деревне всего 19 домов, из них в 5 проживают круглогодично, прописано два человека, дорога отсыпана щебёнкой. Зимой расчищается коммунальными службами.
2020 год. в деревне прописано 5 человек. В том числе один ребёнок.